# Wagneriana jacaza
Wagneriana jacaza är en spindelart som beskrevs av Levi 1991. Wagneriana jacaza ingår i släktet Wagneriana och familjen hjulspindlar. Inga underarter finns listade i Catalogue of Life.